# Collegio elettorale di Voghera (Regno d'Italia)
Il collegio elettorale di Voghera è stato un collegio elettorale uninominale e di lista del Regno d'Italia per l'elezione della Camera dei deputati.

## Storia
Il collegio uninominale venne istituito, insieme ad altri 442, tramite regio decreto 17 dicembre 1860, n. 4513.
Successivamente divenne collegio plurinominale tramite regio decreto 24 settembre 1882, n. 999, in seguito alla riforma che stabilì complessivamente 135 collegi elettorali.
Tornò poi ad essere un collegio uninominale tramite regio decreto 14 giugno 1891, n. 280, in seguito alla riforma che stabilì complessivamente 508 collegi elettorali.
Fu soppresso nel 1919 in seguito alla riforma che definì 54 collegi elettorali.
| Legislature           | VIII | IX   | X    | XI   | XII  | XIII | XIV  | XV   | XVI  | XVII | XVIII | XIX  | XX   | XXI  | XXII | XXIII | XXIV | XXV  | XXVI | XXVII | XXVIII | XXIX | XXX  |
| --------------------- | ---- | ---- | ---- | ---- | ---- | ---- | ---- | ---- | ---- | ---- | ----- | ---- | ---- | ---- | ---- | ----- | ---- | ---- | ---- | ----- | ------ | ---- | ---- |
| Elezioni              | 1861 | 1865 | 1867 | 1870 | 1874 | 1876 | 1880 | 1882 | 1886 | 1890 | 1892  | 1895 | 1897 | 1900 | 1904 | 1909  | 1913 | 1919 | 1921 | 1924  | 1929   | 1934 | 1939 |
| Deputati nel collegio | 1    | 1    | 1    | 1    | 1    | 1    | 1    | 3    | 3    | 3    | 1     | 1    | 1    | 1    | 1    | 1     | 1    |      |      |       |        |      |      |
|                       |      |      |      |      |      |      |      |      |      |      |       |      |      |      |      |       |      |      |      |       |        |      |      |
| Totale eletti         | 443  | 493  | 493  | 508  | 508  | 508  | 508  | 508  | 508  | 508  | 508   | 508  | 508  | 508  | 508  | 508   | 508  | 508  | 535  | 535   | 400    | 400  |      |
| Numero collegi        | 443  | 493  | 493  | 508  | 508  | 508  | 508  | 135  | 135  | 135  | 508   | 508  | 508  | 508  | 508  | 508   | 508  | 54   | 40   | 15    | 1      | 1    |      |

## Territorio
Il collegio venne formato unendo i territori di due precedenti collegi del Regno di Sardegna, quelli di Voghera e di Casteggio.
Esso comprendeva i comuni appartenenti (nel 1861) ai mandamenti di Voghera, Godiasco, Casei Gerola, Casteggio e Casatisma.
Nel 1891 venne ripristinato il collegio uninominale. Nel nuovo riparto comprendeva i comuni di Voghera, Pizzale, Retorbido, Rivanazzano, Casatisma, Bastida Pancarana, Branduzzo, Bressana, Calcababbio, Castelletto Po, Mezzana Corti Bottarone, Pancarana, Rea, Robecco Pavese, Verretto, Casei Gerola, Bastida de' Dossi, Cervesina, Corana, Cornale, Silvano Pietra, Casteggio, Codevilla, Corvino San Quirico, Montebello, Torrazza Coste, Torre del Monte, Godiasco, Cecima, Montesegale, Pizzocorno, Rocca Susella, San Ponzo Semola, Trebbiano Nizza; coincideva dunque con il vecchio territorio del collegio.

## Dati elettorali
Nel collegio si svolsero elezioni per diciassette legislature.

### VIII legislatura
Le votazioni si svolsero in 443 collegi uninominali a doppio turno. Come previsto dalla legge elettorale del 17 dicembre 1860, era eletto al primo turno il candidato che «riunisce in suo favore più del terzo dei voti del total numero dei membri componenti il collegio e più della metà dei suffragi dati dai votanti presenti all'adunanza» (art. 91). Se nessun candidato era eletto, al ballottaggio tra i due candidati con più voti era eletto chi otteneva il maggior numero di voti (art. 92) o, in caso di ugual numero di voti, il maggiore d'età (art. 93).
Fu eletto Carlo Pezzani.
| Partito                            | Partito                            | Candidato                          | Risultati 27 gennaio 1861 | Risultati 27 gennaio 1861 |
| Partito                            | Partito                            | Candidato                          | Voti                      | %                         |
| ---------------------------------- | ---------------------------------- | ---------------------------------- | ------------------------- | ------------------------- |
|                                    | —                                  | Carlo Pezzani                      | 452                       | 77,93                     |
|                                    | —                                  | Cesare Valerio                     | 128                       | 22,07                     |
|                                    |                                    |                                    |                           |                           |
| Iscritti                           | Iscritti                           | Iscritti                           | 1 144                     | 100,00                    |
| ↳ Votanti (% su iscritti)          | ↳ Votanti (% su iscritti)          | ↳ Votanti (% su iscritti)          | 593                       | 51,84                     |
| ↳ Voti validi (% su votanti)       | ↳ Voti validi (% su votanti)       | ↳ Voti validi (% su votanti)       | 580                       | 97,81                     |
| ↳ Schede non valide (% su votanti) | ↳ Schede non valide (% su votanti) | ↳ Schede non valide (% su votanti) | 13                        | 2,19                      |
| ↳ Astenuti (% su iscritti)         | ↳ Astenuti (% su iscritti)         | ↳ Astenuti (% su iscritti)         | 551                       | 48,16                     |

### IX legislatura
Le votazioni si svolsero in 493 collegi uninominali a doppio turno con la stessa normativa precedente (al primo turno un numero di voti maggiore di un terzo degli iscritti al voto).
Fu eletto Severino Grattoni.
| Partito                            | Partito                            | Candidato                          | Risultati 22 ottobre 1865 | Risultati 22 ottobre 1865 |
| Partito                            | Partito                            | Candidato                          | Voti                      | %                         |
| ---------------------------------- | ---------------------------------- | ---------------------------------- | ------------------------- | ------------------------- |
|                                    | Destra storica                     | Severino Grattoni                  | 499                       | 98,23                     |
|                                    | —                                  | Vitaliano D'Adda                   | 9                         | 1,77                      |
|                                    |                                    |                                    |                           |                           |
| Iscritti                           | Iscritti                           | Iscritti                           | 1 492                     | 100,00                    |
| ↳ Votanti (% su iscritti)          | ↳ Votanti (% su iscritti)          | ↳ Votanti (% su iscritti)          | 533                       | 35,72                     |
| ↳ Voti validi (% su votanti)       | ↳ Voti validi (% su votanti)       | ↳ Voti validi (% su votanti)       | 508                       | 95,31                     |
| ↳ Schede non valide (% su votanti) | ↳ Schede non valide (% su votanti) | ↳ Schede non valide (% su votanti) | 25                        | 4,69                      |
| ↳ Astenuti (% su iscritti)         | ↳ Astenuti (% su iscritti)         | ↳ Astenuti (% su iscritti)         | 959                       | 64,28                     |

### X legislatura
Le votazioni si svolsero in 493 collegi uninominali a doppio turno con la stessa normativa precedente (al primo turno un numero di voti maggiore di un terzo degli iscritti al voto).
Fu eletto Severino Grattoni.
| Partito                            | Partito                            | Candidato                          | Primo turno 10 marzo 1867 | Primo turno 10 marzo 1867 | Ballottaggio 17 marzo 1867 | Ballottaggio 17 marzo 1867 |
| Partito                            | Partito                            | Candidato                          | Voti                      | %                         | Voti                       | %                          |
| ---------------------------------- | ---------------------------------- | ---------------------------------- | ------------------------- | ------------------------- | -------------------------- | -------------------------- |
|                                    | Destra storica                     | Severino Grattoni                  | 458                       | 57,39                     | 634                        | 58,65                      |
|                                    | —                                  | Beniamino Montemerlo               | 340                       | 42,61                     | 447                        | 41,35                      |
|                                    |                                    |                                    |                           |                           |                            |                            |
| Iscritti                           | Iscritti                           | Iscritti                           | 1 530                     | 100,00                    | 1 530                      | 100,00                     |
| ↳ Votanti (% su iscritti)          | ↳ Votanti (% su iscritti)          | ↳ Votanti (% su iscritti)          | 857                       | 56,01                     | 1 094                      | 71,50                      |
| ↳ Voti validi (% su votanti)       | ↳ Voti validi (% su votanti)       | ↳ Voti validi (% su votanti)       | 798                       | 93,12                     | 1 081                      | 98,81                      |
| ↳ Schede non valide (% su votanti) | ↳ Schede non valide (% su votanti) | ↳ Schede non valide (% su votanti) | 59                        | 6,88                      | 13                         | 1,19                       |
| ↳ Astenuti (% su iscritti)         | ↳ Astenuti (% su iscritti)         | ↳ Astenuti (% su iscritti)         | 673                       | 43,99                     | 436                        | 28,50                      |

### XI legislatura
Le votazioni si svolsero in 508 collegi uninominali a doppio turno con la normativa del 1860 (al primo turno un numero di voti maggiore di un terzo degli iscritti al voto).
Fu eletto Severino Grattoni. Dopo le dimissioni del Grattoni il 17 marzo 1874, fu necessaria un'elezione suppletiva. Data l'esigua differenza di voti (4 soltanto) tra i due candidati Montemerlo e Cavagna, e alcune contestazioni, la giunta per le elezioni della Camera non convalidò l'elezione e ordinò un'inchiesta all'autorità giudiziaria (1 maggio 1874).
| Partito                            | Partito                            | Candidato                          | Risultati 29 novembre 1870 | Risultati 29 novembre 1870 |
| Partito                            | Partito                            | Candidato                          | Voti                       | %                          |
| ---------------------------------- | ---------------------------------- | ---------------------------------- | -------------------------- | -------------------------- |
|                                    | Destra storica                     | Severino Grattoni                  | 703                        | 85,84                      |
|                                    | Sinistra storica                   | Francesco Meardi                   | 116                        | 14,16                      |
|                                    |                                    |                                    |                            |                            |
| Iscritti                           | Iscritti                           | Iscritti                           | 1 552                      | 100,00                     |
| ↳ Votanti (% su iscritti)          | ↳ Votanti (% su iscritti)          | ↳ Votanti (% su iscritti)          | 851                        | 54,83                      |
| ↳ Voti validi (% su votanti)       | ↳ Voti validi (% su votanti)       | ↳ Voti validi (% su votanti)       | 819                        | 96,24                      |
| ↳ Schede non valide (% su votanti) | ↳ Schede non valide (% su votanti) | ↳ Schede non valide (% su votanti) | 32                         | 3,76                       |
| ↳ Astenuti (% su iscritti)         | ↳ Astenuti (% su iscritti)         | ↳ Astenuti (% su iscritti)         | 701                        | 45,17                      |

| Partito                            | Partito                            | Candidato                          | Primo turno 12 aprile 1874 | Primo turno 12 aprile 1874 | Ballottaggio 19 aprile 1874 | Ballottaggio 19 aprile 1874 |
| Partito                            | Partito                            | Candidato                          | Voti                       | %                          | Voti                        | %                           |
| ---------------------------------- | ---------------------------------- | ---------------------------------- | -------------------------- | -------------------------- | --------------------------- | --------------------------- |
|                                    | Destra storica                     | Beniamino Montemerlo               | 146                        | 21,13                      | 638                         | 50,16                       |
|                                    | —                                  | Giacinto Cavagna                   | 432                        | 62,52                      | 634                         | 49,84                       |
|                                    | Sinistra storica                   | Francesco Meardi                   | 113                        | 16,35                      |                             |                             |
|                                    |                                    |                                    |                            |                            |                             |                             |
| Iscritti                           | Iscritti                           | Iscritti                           | 1 591                      | 100,00                     | 1 591                       | 100,00                      |
| ↳ Votanti (% su iscritti)          | ↳ Votanti (% su iscritti)          | ↳ Votanti (% su iscritti)          | 857                        | 53,87                      | 1 282                       | 80,58                       |
| ↳ Voti validi (% su votanti)       | ↳ Voti validi (% su votanti)       | ↳ Voti validi (% su votanti)       | 691                        | 80,63                      | 1 272                       | 99,22                       |
| ↳ Schede non valide (% su votanti) | ↳ Schede non valide (% su votanti) | ↳ Schede non valide (% su votanti) | 166                        | 19,37                      | 10                          | 0,78                        |
| ↳ Astenuti (% su iscritti)         | ↳ Astenuti (% su iscritti)         | ↳ Astenuti (% su iscritti)         | 734                        | 46,13                      | 309                         | 19,42                       |

### XII legislatura
Le votazioni si svolsero in 508 collegi uninominali a doppio turno con la normativa del 1860 (al primo turno un numero di voti maggiore di un terzo degli iscritti al voto).
Fu eletto Beniamino Montemerlo.
| Partito                            | Partito                            | Candidato                          | Risultati 8 novembre 1874 | Risultati 8 novembre 1874 |
| Partito                            | Partito                            | Candidato                          | Voti                      | %                         |
| ---------------------------------- | ---------------------------------- | ---------------------------------- | ------------------------- | ------------------------- |
|                                    | Destra storica                     | Beniamino Montemerlo               | 653                       | 55,67                     |
|                                    | —                                  | Giacinto Cavagna                   | 520                       | 44,33                     |
|                                    |                                    |                                    |                           |                           |
| Iscritti                           | Iscritti                           | Iscritti                           | 1 699                     | 100,00                    |
| ↳ Votanti (% su iscritti)          | ↳ Votanti (% su iscritti)          | ↳ Votanti (% su iscritti)          | 1 257                     | 73,98                     |
| ↳ Voti validi (% su votanti)       | ↳ Voti validi (% su votanti)       | ↳ Voti validi (% su votanti)       | 1 173                     | 93,32                     |
| ↳ Schede non valide (% su votanti) | ↳ Schede non valide (% su votanti) | ↳ Schede non valide (% su votanti) | 84                        | 6,68                      |
| ↳ Astenuti (% su iscritti)         | ↳ Astenuti (% su iscritti)         | ↳ Astenuti (% su iscritti)         | 442                       | 26,02                     |

### XIII legislatura
Le votazioni si svolsero in 508 collegi uninominali a doppio turno con la normativa del 1860 (al primo turno un numero di voti maggiore di un terzo degli iscritti al voto).
Fu eletto Francesco Meardi.
| Partito                            | Partito                            | Candidato                          | Primo turno 5 novembre 1876 | Primo turno 5 novembre 1876 | Ballottaggio 12 novembre 1876 | Ballottaggio 12 novembre 1876 |
| Partito                            | Partito                            | Candidato                          | Voti                        | %                           | Voti                          | %                             |
| ---------------------------------- | ---------------------------------- | ---------------------------------- | --------------------------- | --------------------------- | ----------------------------- | ----------------------------- |
|                                    | Sinistra storica                   | Francesco Meardi                   | 414                         | 55,57                       | 702                           | 58,60                         |
|                                    | —                                  | Beniamino Montemerlo               | 331                         | 44,43                       | 496                           | 41,40                         |
|                                    |                                    |                                    |                             |                             |                               |                               |
| Iscritti                           | Iscritti                           | Iscritti                           | 1 708                       | 100,00                      | 1 708                         | 100,00                        |
| ↳ Votanti (% su iscritti)          | ↳ Votanti (% su iscritti)          | ↳ Votanti (% su iscritti)          | 856                         | 50,12                       | 1 228                         | 71,90                         |
| ↳ Voti validi (% su votanti)       | ↳ Voti validi (% su votanti)       | ↳ Voti validi (% su votanti)       | 745                         | 87,03                       | 1 198                         | 97,56                         |
| ↳ Schede non valide (% su votanti) | ↳ Schede non valide (% su votanti) | ↳ Schede non valide (% su votanti) | 111                         | 12,97                       | 30                            | 2,44                          |
| ↳ Astenuti (% su iscritti)         | ↳ Astenuti (% su iscritti)         | ↳ Astenuti (% su iscritti)         | 852                         | 49,88                       | 480                           | 28,10                         |

### XIV legislatura
Le votazioni si svolsero in 508 collegi uninominali a doppio turno con la normativa del 1860 (al primo turno un numero di voti maggiore di un terzo degli iscritti al voto).
Fu eletto Francesco Meardi, unico candidato.
| Partito                            | Partito                            | Candidato                          | Risultati 16 maggio 1880 | Risultati 16 maggio 1880 |
| Partito                            | Partito                            | Candidato                          | Voti                     | %                        |
| ---------------------------------- | ---------------------------------- | ---------------------------------- | ------------------------ | ------------------------ |
|                                    | Ministeriali                       | Francesco Meardi                   | 705                      | 100,00                   |
|                                    |                                    |                                    |                          |                          |
| Iscritti                           | Iscritti                           | Iscritti                           | 1 702                    | 100,00                   |
| ↳ Votanti (% su iscritti)          | ↳ Votanti (% su iscritti)          | ↳ Votanti (% su iscritti)          | 724                      | 42,54                    |
| ↳ Voti validi (% su votanti)       | ↳ Voti validi (% su votanti)       | ↳ Voti validi (% su votanti)       | 705                      | 97,38                    |
| ↳ Schede non valide (% su votanti) | ↳ Schede non valide (% su votanti) | ↳ Schede non valide (% su votanti) | 19                       | 2,62                     |
| ↳ Astenuti (% su iscritti)         | ↳ Astenuti (% su iscritti)         | ↳ Astenuti (% su iscritti)         | 978                      | 57,46                    |

### XV legislatura
Le votazioni si svolsero in 135 collegi plurinominali a doppio turno. Come previsto dalla legge elettorale politica del 24 settembre 1882, erano eletti al primo turno i candidati che «hanno ottenuto il maggior numero di voti, purché questo numero oltrepassi l'ottavo del numero degli elettori iscritti» (art. 74) secondo il numero di deputati previsto per il collegio; se il numero di eletti era inferiore al numero di deputati, il ballottaggio era tra i non eletti (in numero doppio rispetto ai deputati ancora da eleggere) che avevano il maggior numero di voti (art. 75) ed era eletto chi otteneva il maggior numero di voti nella seconda votazione (art. 77) oppure, in caso di ugual numero di voti, il maggiore d'età (art. 78).
Nel collegio plurinominale di Pavia II, che eleggeva tre deputati, furono eletti: Agostino Depretis, Pietro Mazza e Francesco Meardi.
| Partito                    | Partito                    | Candidato                  | Risultati 28 ottobre 1882 | Risultati 28 ottobre 1882 |
| Partito                    | Partito                    | Candidato                  | Voti                      | %                         |
| -------------------------- | -------------------------- | -------------------------- | ------------------------- | ------------------------- |
|                            | Ministeriali               | Agostino Depretis          | 7 581                     | 89,28                     |
|                            | Ministeriali               | Pietro Mazza               | 6 620                     | 77,96                     |
|                            | Ministeriali               | Francesco Meardi           | 6 487                     | 76,40                     |
|                            | Estrema sinistra storica   | Angelo Alesina             | 1 687                     | 19,87                     |
|                            |                            |                            |                           |                           |
| Iscritti                   | Iscritti                   | Iscritti                   | 14 373                    | 100,00                    |
| ↳ Votanti (% su iscritti)  | ↳ Votanti (% su iscritti)  | ↳ Votanti (% su iscritti)  | 8 491                     | 59,08                     |
| ↳ Astenuti (% su iscritti) | ↳ Astenuti (% su iscritti) | ↳ Astenuti (% su iscritti) | 5 882                     | 40,92                     |

### XVI legislatura
Le votazioni si svolsero in 135 collegi plurinominali a doppio turno con la normativa del 1882 (al primo turno un numero di voti maggiore di un ottavo degli iscritti al voto).
Nel collegio plurinominale di Pavia II, che eleggeva tre deputati, furono eletti: Agostino Depretis, Pietro Mazza e Francesco Meardi. Dopo la morte del Depretis il 29 luglio 1887 fu necessario procedere a un'elezione suppletiva.
| Partito                    | Partito                    | Candidato                  | Risultati 28 maggio 1886 | Risultati 28 maggio 1886 |
| Partito                    | Partito                    | Candidato                  | Voti                     | %                        |
| -------------------------- | -------------------------- | -------------------------- | ------------------------ | ------------------------ |
|                            | Ministeriali               | Agostino Depretis          | 8 090                    | 87,35                    |
|                            | Ministeriali               | Pietro Mazza               | 7 678                    | 82,90                    |
|                            | Ministeriali               | Francesco Meardi           | 7 639                    | 82,48                    |
|                            | Estrema sinistra storica   | Angelo Alesina             | 1 344                    | 14,51                    |
|                            |                            |                            |                          |                          |
| Iscritti                   | Iscritti                   | Iscritti                   | 16 795                   | 100,00                   |
| ↳ Votanti (% su iscritti)  | ↳ Votanti (% su iscritti)  | ↳ Votanti (% su iscritti)  | 9 262                    | 55,15                    |
| ↳ Astenuti (% su iscritti) | ↳ Astenuti (% su iscritti) | ↳ Astenuti (% su iscritti) | 7 533                    | 44,85                    |

| Partito                    | Partito                    | Candidato                  | Risultati 4 settembre 1887 | Risultati 4 settembre 1887 |
| Partito                    | Partito                    | Candidato                  | Voti                       | %                          |
| -------------------------- | -------------------------- | -------------------------- | -------------------------- | -------------------------- |
|                            | Ministeriali               | Enrico Bottini             | 4 925                      | 53,23                      |
|                            | Estrema sinistra storica   | Angelo Alesina             | 3 955                      | 42,75                      |
|                            |                            |                            |                            |                            |
| Iscritti                   | Iscritti                   | Iscritti                   | 17 889                     | 100,00                     |
| ↳ Votanti (% su iscritti)  | ↳ Votanti (% su iscritti)  | ↳ Votanti (% su iscritti)  | 9 252                      | 51,72                      |
| ↳ Astenuti (% su iscritti) | ↳ Astenuti (% su iscritti) | ↳ Astenuti (% su iscritti) | 8 637                      | 48,28                      |

### XVII legislatura
Le votazioni si svolsero in 135 collegi plurinominali a doppio turno con la normativa del 1882 (al primo turno un numero di voti maggiore di un ottavo degli iscritti al voto).
Nel collegio plurinominale di Pavia II, che eleggeva tre deputati, furono eletti: Pietro Mazza, Bernardo Arnaboldi e Francesco Meardi. Dopo la morte del Mazza il 9 novembre 1891 fu necessario procedere a un'elezione suppletiva.
| Partito                    | Partito                     | Candidato                  | Risultati 23 novembre 1890 | Risultati 23 novembre 1890 |
| Partito                    | Partito                     | Candidato                  | Voti                       | %                          |
| -------------------------- | --------------------------- | -------------------------- | -------------------------- | -------------------------- |
|                            | Ministeriali                | Pietro Mazza               | 6 152                      | 59,21                      |
|                            | Ministeriali                | Bernardo Arnaboldi         | 6 096                      | 58,67                      |
|                            | Ministeriali                | Francesco Meardi           | 5 322                      | 51,22                      |
|                            | Estrema sinistra storica    | Angelo Alesina             | 3 318                      | 31,93                      |
|                            | —                           | Enrico Bottini             | 2 873                      | 27,65                      |
|                            | Partito Socialista Italiano | Andrea Costa               | 210                        | 2,02                       |
|                            |                             |                            |                            |                            |
| Iscritti                   | Iscritti                    | Iscritti                   | 20 403                     | 100,00                     |
| ↳ Votanti (% su iscritti)  | ↳ Votanti (% su iscritti)   | ↳ Votanti (% su iscritti)  | 10 390                     | 50,92                      |
| ↳ Astenuti (% su iscritti) | ↳ Astenuti (% su iscritti)  | ↳ Astenuti (% su iscritti) | 10 013                     | 49,08                      |

| Partito                    | Partito                    | Candidato                  | Risultati 6 dicembre 1891 | Risultati 6 dicembre 1891 |
| Partito                    | Partito                    | Candidato                  | Voti                      | %                         |
| -------------------------- | -------------------------- | -------------------------- | ------------------------- | ------------------------- |
|                            | Ministeriali               | Luchino Dal Verme          | 6 340                     | 88,82                     |
|                            | —                          | Amilcare Cipriani          | 428                       | 6,00                      |
|                            |                            |                            |                           |                           |
| Iscritti                   | Iscritti                   | Iscritti                   | 20 360                    | 100,00                    |
| ↳ Votanti (% su iscritti)  | ↳ Votanti (% su iscritti)  | ↳ Votanti (% su iscritti)  | 7 138                     | 35,06                     |
| ↳ Astenuti (% su iscritti) | ↳ Astenuti (% su iscritti) | ↳ Astenuti (% su iscritti) | 13 222                    | 64,94                     |

### XVIII legislatura
Le votazioni si svolsero in 508 collegi uninominali a doppio turno. Come previsto dalla legge elettorale politica del 28 giugno 1892, era eletto al primo turno il candidato che «ha ottenuto un numero di voti maggiore del sesto del numero totale degli elettori iscritti nella lista del collegio e più della metà dei suffragi dati dai votanti» escludendo le schede nulle (art. 74). Se nessun candidato era eletto, al ballottaggio tra i due candidati con più voti (art. 75) era eletto chi otteneva il maggior numero di voti oppure, in caso di ugual numero di voti, il maggiore d'età (art. 77).
Fu eletto Francesco Meardi.
| Partito                            | Partito                            | Candidato                          | Risultati 6 novembre 1892 | Risultati 6 novembre 1892 |
| Partito                            | Partito                            | Candidato                          | Voti                      | %                         |
| ---------------------------------- | ---------------------------------- | ---------------------------------- | ------------------------- | ------------------------- |
|                                    | Ministeriali                       | Francesco Meardi                   | 2 521                     | 73,93                     |
|                                    | Estrema sinistra storica           | Vittore Bidoja                     | 889                       | 26,07                     |
|                                    |                                    |                                    |                           |                           |
| Iscritti                           | Iscritti                           | Iscritti                           | 7 020                     | 100,00                    |
| ↳ Votanti (% su iscritti)          | ↳ Votanti (% su iscritti)          | ↳ Votanti (% su iscritti)          | 3 518                     | 50,11                     |
| ↳ Voti validi (% su votanti)       | ↳ Voti validi (% su votanti)       | ↳ Voti validi (% su votanti)       | 3 410                     | 96,93                     |
| ↳ Schede non valide (% su votanti) | ↳ Schede non valide (% su votanti) | ↳ Schede non valide (% su votanti) | 108                       | 3,07                      |
| ↳ Astenuti (% su iscritti)         | ↳ Astenuti (% su iscritti)         | ↳ Astenuti (% su iscritti)         | 3 502                     | 49,89                     |

### XIX legislatura
Le votazioni si svolsero in 508 collegi uninominali a doppio turno con la normativa del 1892 (al primo turno un numero di voti maggiore di un sesto degli iscritti al voto).
Fu eletto Francesco Meardi.
| Partito                            | Partito                            | Candidato                          | Risultati 26 maggio 1895 | Risultati 26 maggio 1895 |
| Partito                            | Partito                            | Candidato                          | Voti                     | %                        |
| ---------------------------------- | ---------------------------------- | ---------------------------------- | ------------------------ | ------------------------ |
|                                    | Ministeriali                       | Francesco Meardi                   | 1 850                    | 77,93                    |
|                                    | Socialisti                         | Giuseppe De Felice Giuffrida       | 524                      | 22,07                    |
|                                    |                                    |                                    |                          |                          |
| Iscritti                           | Iscritti                           | Iscritti                           | 5 311                    | 100,00                   |
| ↳ Votanti (% su iscritti)          | ↳ Votanti (% su iscritti)          | ↳ Votanti (% su iscritti)          | 2 489                    | 46,86                    |
| ↳ Voti validi (% su votanti)       | ↳ Voti validi (% su votanti)       | ↳ Voti validi (% su votanti)       | 2 374                    | 95,38                    |
| ↳ Schede non valide (% su votanti) | ↳ Schede non valide (% su votanti) | ↳ Schede non valide (% su votanti) | 115                      | 4,62                     |
| ↳ Astenuti (% su iscritti)         | ↳ Astenuti (% su iscritti)         | ↳ Astenuti (% su iscritti)         | 2 822                    | 53,14                    |

### XX legislatura
Le votazioni si svolsero in 508 collegi uninominali a doppio turno con la normativa del 1892 (al primo turno un numero di voti maggiore di un sesto degli iscritti al voto).
Fu eletto Francesco Meardi.
| Partito                            | Partito                            | Candidato                          | Risultati 21 marzo 1897 | Risultati 21 marzo 1897 |
| Partito                            | Partito                            | Candidato                          | Voti                    | %                       |
| ---------------------------------- | ---------------------------------- | ---------------------------------- | ----------------------- | ----------------------- |
|                                    | Ministeriali                       | Francesco Meardi                   | 2 163                   | 80,68                   |
|                                    | Partito Socialista Italiano        | Dino Rondani                       | 518                     | 19,32                   |
|                                    |                                    |                                    |                         |                         |
| Iscritti                           | Iscritti                           | Iscritti                           | 5 289                   | 100,00                  |
| ↳ Votanti (% su iscritti)          | ↳ Votanti (% su iscritti)          | ↳ Votanti (% su iscritti)          | 2 816                   | 53,24                   |
| ↳ Voti validi (% su votanti)       | ↳ Voti validi (% su votanti)       | ↳ Voti validi (% su votanti)       | 2 681                   | 95,21                   |
| ↳ Schede non valide (% su votanti) | ↳ Schede non valide (% su votanti) | ↳ Schede non valide (% su votanti) | 135                     | 4,79                    |
| ↳ Astenuti (% su iscritti)         | ↳ Astenuti (% su iscritti)         | ↳ Astenuti (% su iscritti)         | 2 473                   | 46,76                   |

### XXI legislatura
Le votazioni si svolsero in 508 collegi uninominali a doppio turno con la normativa del 1892 (al primo turno un numero di voti maggiore di un sesto degli iscritti al voto).
Fu eletto Francesco Meardi.
| Partito                            | Partito                            | Candidato                          | Risultati 3 giugno 1900 | Risultati 3 giugno 1900 |
| Partito                            | Partito                            | Candidato                          | Voti                    | %                       |
| ---------------------------------- | ---------------------------------- | ---------------------------------- | ----------------------- | ----------------------- |
|                                    | Ministeriali                       | Francesco Meardi                   | 1 985                   | 77,21                   |
|                                    | Partito Socialista Italiano        | Emilio Caldara                     | 586                     | 22,79                   |
|                                    |                                    |                                    |                         |                         |
| Iscritti                           | Iscritti                           | Iscritti                           | 5 458                   | 100,00                  |
| ↳ Votanti (% su iscritti)          | ↳ Votanti (% su iscritti)          | ↳ Votanti (% su iscritti)          | 2 672                   | 48,96                   |
| ↳ Voti validi (% su votanti)       | ↳ Voti validi (% su votanti)       | ↳ Voti validi (% su votanti)       | 2 571                   | 96,22                   |
| ↳ Schede non valide (% su votanti) | ↳ Schede non valide (% su votanti) | ↳ Schede non valide (% su votanti) | 101                     | 3,78                    |
| ↳ Astenuti (% su iscritti)         | ↳ Astenuti (% su iscritti)         | ↳ Astenuti (% su iscritti)         | 2 786                   | 51,04                   |

### XXII legislatura
Le votazioni si svolsero in 508 collegi uninominali a doppio turno con la normativa del 1892 (al primo turno un numero di voti maggiore di un sesto degli iscritti al voto).
Fu eletto Francesco Meardi. Deceduto il Meardi il 2 gennaio 1909, non si procedette a un'elezione suppletiva per cui il collegio era vacante al termine della legislatura.
| Partito                            | Partito                            | Candidato                          | Risultati 6 novembre 1904 | Risultati 6 novembre 1904 |
| Partito                            | Partito                            | Candidato                          | Voti                      | %                         |
| ---------------------------------- | ---------------------------------- | ---------------------------------- | ------------------------- | ------------------------- |
|                                    | Ministeriali                       | Francesco Meardi                   | 2 752                     | 72,65                     |
|                                    | Partito Socialista Italiano        | Claudio Treves                     | 1 036                     | 27,35                     |
|                                    |                                    |                                    |                           |                           |
| Iscritti                           | Iscritti                           | Iscritti                           | 6 672                     | 100,00                    |
| ↳ Votanti (% su iscritti)          | ↳ Votanti (% su iscritti)          | ↳ Votanti (% su iscritti)          | 3 993                     | 59,85                     |
| ↳ Voti validi (% su votanti)       | ↳ Voti validi (% su votanti)       | ↳ Voti validi (% su votanti)       | 3 788                     | 94,87                     |
| ↳ Schede non valide (% su votanti) | ↳ Schede non valide (% su votanti) | ↳ Schede non valide (% su votanti) | 205                       | 5,13                      |
| ↳ Astenuti (% su iscritti)         | ↳ Astenuti (% su iscritti)         | ↳ Astenuti (% su iscritti)         | 2 679                     | 40,15                     |

### XXIII legislatura
Le votazioni si svolsero in 508 collegi uninominali a doppio turno con la normativa del 1892 (al primo turno un numero di voti maggiore di un sesto degli iscritti al voto).
Fu eletto Pierino Negrotto Cambiaso. Nel ballottaggio Giacomo Gorrini declinò la candidatura.
| Partito                            | Partito                            | Candidato                          | Primo turno 7 marzo 1909 | Primo turno 7 marzo 1909 | Ballottaggio 14 marzo 1909 | Ballottaggio 14 marzo 1909 |
| Partito                            | Partito                            | Candidato                          | Voti                     | %                        | Voti                       | %                          |
| ---------------------------------- | ---------------------------------- | ---------------------------------- | ------------------------ | ------------------------ | -------------------------- | -------------------------- |
|                                    | Liberali democratici               | Pierino Negrotto Cambiaso          | 2 613                    | 47,94                    | 3 555                      | 83,77                      |
|                                    | Moderati                           | Giacomo Gorrini                    | 2 024                    | 37,13                    | 689                        | 16,23                      |
|                                    | Partito Socialista Italiano        | Mario Casalini                     | 814                      | 14,93                    |                            |                            |
|                                    |                                    |                                    |                          |                          |                            |                            |
| Iscritti                           | Iscritti                           | Iscritti                           | 7 327                    | 100,00                   | 7 327                      | 100,00                     |
| ↳ Votanti (% su iscritti)          | ↳ Votanti (% su iscritti)          | ↳ Votanti (% su iscritti)          | 5 564                    | 75,94                    | 4 500                      | 61,42                      |
| ↳ Voti validi (% su votanti)       | ↳ Voti validi (% su votanti)       | ↳ Voti validi (% su votanti)       | 5 451                    | 97,97                    | 4 244                      | 94,31                      |
| ↳ Schede non valide (% su votanti) | ↳ Schede non valide (% su votanti) | ↳ Schede non valide (% su votanti) | 113                      | 2,03                     | 256                        | 5,69                       |
| ↳ Astenuti (% su iscritti)         | ↳ Astenuti (% su iscritti)         | ↳ Astenuti (% su iscritti)         | 1 763                    | 24,06                    | 2 827                      | 38,58                      |

### XXIV legislatura
Le votazioni si svolsero negli stessi 508 collegi uninominali già esistenti ma, come previsto dal regio decreto del 26 giugno 1913, era eletto al primo turno il candidato che «ha ottenuto un numero di voti maggiore del decimo del numero totale degli elettori del collegio e più della metà dei suffragi dati dai votanti» escludendo le schede nulle (art. 91). Se nessun candidato era eletto, al ballottaggio tra i due candidati con più voti (art. 92) era eletto chi otteneva il maggior numero di voti oppure, in caso di ugual numero di voti, il maggiore d'età (art. 93).
Fu eletto Pierino Negrotto Cambiaso.
| Partito                            | Partito                            | Candidato                          | Risultati 26 novembre 1913 | Risultati 26 novembre 1913 |
| Partito                            | Partito                            | Candidato                          | Voti                       | %                          |
| ---------------------------------- | ---------------------------------- | ---------------------------------- | -------------------------- | -------------------------- |
|                                    | Liberali democratici               | Pierino Negrotto Cambiaso          | 6 403                      | 53,15                      |
|                                    | Partito Socialista Italiano        | Emilio Morini                      | 5 643                      | 46,85                      |
|                                    |                                    |                                    |                            |                            |
| Iscritti                           | Iscritti                           | Iscritti                           | 18 795                     | 100,00                     |
| ↳ Votanti (% su iscritti)          | ↳ Votanti (% su iscritti)          | ↳ Votanti (% su iscritti)          | 12 211                     | 64,97                      |
| ↳ Voti validi (% su votanti)       | ↳ Voti validi (% su votanti)       | ↳ Voti validi (% su votanti)       | 12 046                     | 98,65                      |
| ↳ Schede non valide (% su votanti) | ↳ Schede non valide (% su votanti) | ↳ Schede non valide (% su votanti) | 165                        | 1,35                       |
| ↳ Astenuti (% su iscritti)         | ↳ Astenuti (% su iscritti)         | ↳ Astenuti (% su iscritti)         | 6 584                      | 35,03                      |